# Gorenja vas pri Polici
Gorenja vas pri Polici – wieś w Słowenii, w gminie Grosuplje. 1 stycznia 2017 liczyła 66 mieszkańców.